# Comuna Lunca, Botoșani
Lunca este o comună în județul Botoșani, Moldova, România, formată din satele Lunca (reședința), Stroiești și Zlătunoaia. Comuna Lunca este situată în partea de sud a județului Botoșani, la 36 km. de municipiul Botoșani, centrul administrativ al județului, legătura cu aceasta făcându-se cu drum asfaltat Răuseni-Lunca-Botoșani, aceasta se învecinează în partea de nord cu comuna Albești, la est comuna Todireni, la sud cu orașul Flămânzi, iar la vest cu comunele Copălău și Sulița.
Comuna Lunca este compusă din trei sate: Lunca, Stroiești și Zlătunoaia. Zlătunoaia este unul dintre cele mai mari sate aproape în jumătate din populația comunei. Din punct de vedere geomorfologic, teritoriul comunei Lunca face parte din podișul Moldovei și din depresiunea Jijia-Bahlui-Valea Sitnei.

## Demografie
Componența etnică a comunei Lunca
     Români (94,3%)
     Alte etnii (0,32%)
     Necunoscută (5,39%)
Componența confesională a comunei Lunca
     Ortodocși (92,66%)
     Alte religii (0,77%)
     Necunoscută (6,58%)
Conform recensământului efectuat în 2021, populația comunei Lunca se ridică la 3.787 de locuitori, în scădere față de recensământul anterior din 2011, când fuseseră înregistrați 4.355 de locuitori. Majoritatea locuitorilor sunt români (94,3%), iar pentru 5,39% nu se cunoaște apartenența etnică. Din punct de vedere confesional, majoritatea locuitorilor sunt ortodocși (92,66%), iar pentru 6,58% nu se cunoaște apartenența confesională.

## Politică și administrație
Comuna Lunca este administrată de un primar și un consiliu local compus din 13 consilieri. Primarul, Ovidiu-Constantin Maxim[*], de la Partidul Național Liberal, este în funcție din 1 noiembrie 2024. Începând cu alegerile locale din 2024, consiliul local are următoarea componență pe partide politice:
|  | Partid                          | Consilieri | Componența Consiliului | Componența Consiliului | Componența Consiliului | Componența Consiliului | Componența Consiliului |
|  | ------------------------------- | ---------- | ---------------------- | ---------------------- | ---------------------- | ---------------------- | ---------------------- |
|  | Partidul Național Liberal       | 5          |                        |                        |                        |                        |                        |
|  | Partidul Social Democrat        | 4          |                        |                        |                        |                        |                        |
|  | Alianța Dreapta Unită           | 2          |                        |                        |                        |                        |                        |
|  | Alianța pentru Unirea Românilor | 1          |                        |                        |                        |                        |                        |
|  | Partidul PRO România            | 1          |                        |                        |                        |                        |                        |